# Nationales Observatorium Athen

Nationales Observatorium Athen

Das Nationale Observatorium Athen (griechisch Εθνικό Αστεροσκοπείο Αθήνων Ethniko Asterosokopio Athinon) ist eine Forschungseinrichtung in Athen, Griechenland. Es wurde 1842 gegründet, finanziert zu großen Teilen durch Simon von Sina, astronomische Beobachtungen begannen 1847. Der Hauptsitz befindet sich auf dem Nymphenhügel gegenüber der Akropolis im Zentrum Athens.

## Geschichte

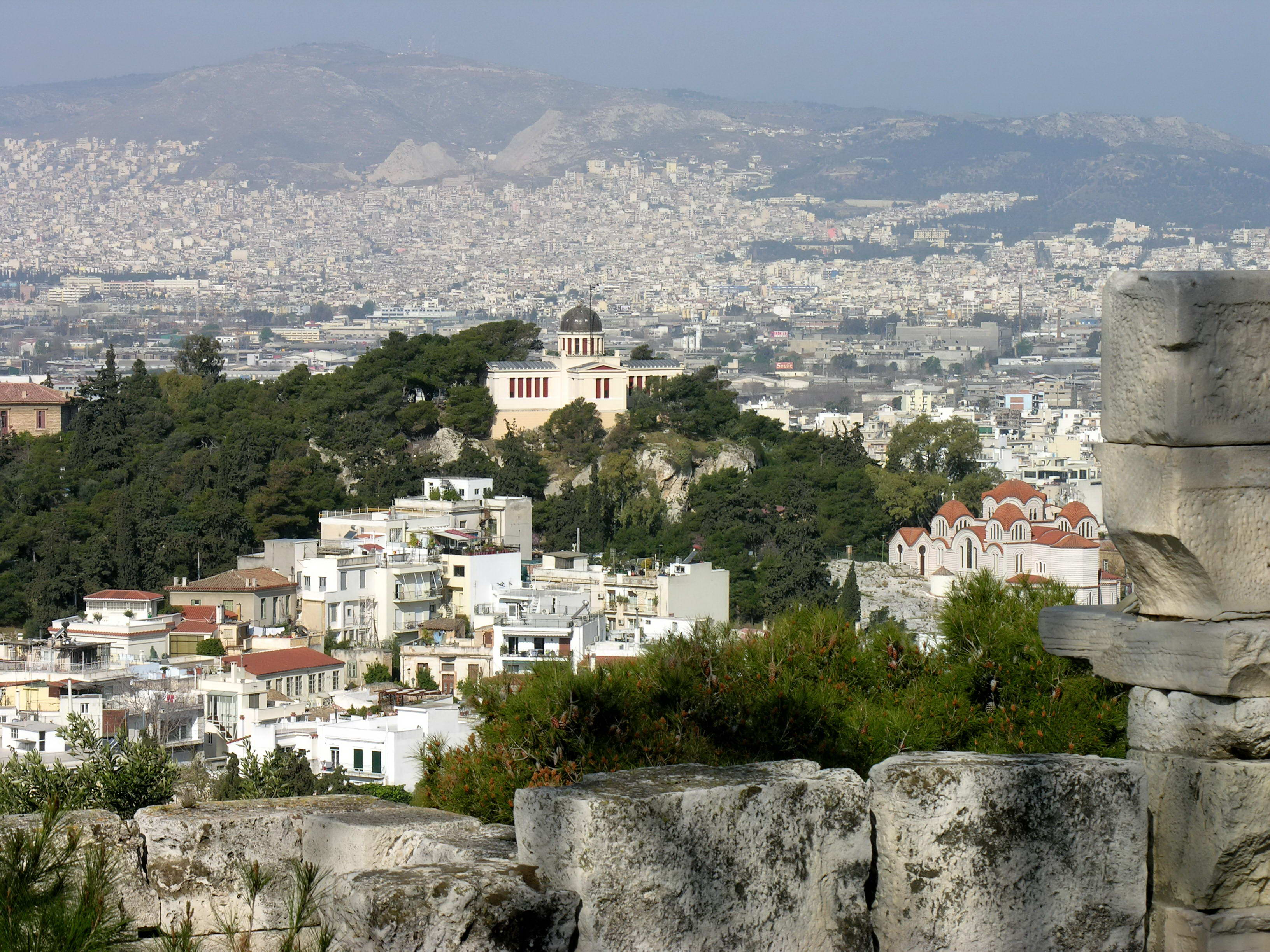
Das Observatorium, fotografiert von der Akropolis

An der Ausarbeitung der Pläne des Gebäudes war der Astronom und spätere Direktor der Sternwarte Georg Constantin Bouris beteiligt. Mit dem architektonischen Entwurf wurde Theophil Hansen beauftragt, es handelt sich um das Erstlingswerk des später weltbekannten Baumeisters. Nachdem Bouris schwer erkrankt war und der Posten nur interimsweise von Ioannis Papadakis besetzt war, wurde die Stelle neu ausgeschrieben. 1858 wurde Johann Friedrich Julius Schmidt als Direktor berufen. In Athen blieb er auch nach seiner Pensionierung für den Rest seines Lebens. Er führte am Observatorium mehr als 70.000 Beobachtung veränderlichen Sterne durch, studierte Kometen und Meteore und entdeckte zwei Supernovae. Schmidt initiierte die Annalen Publications of the Observatory of Athens.
Nachdem die Mittel der Schenkung von Sina erschöpft waren, ging das Observatorium in den Besitz des Staates über. 1890 wurde das Observatorium als staatliches Forschungszentrum organisiert, und Abteilungen zur Meteorologie und Seismologie erweitert. Diese wurden 1942 zu Instituten umbenannt und 1950 um ein Institut für Ionosphärenforschung erweitert.

## Institute
Seit 1999 sind folgende Institute darunter zusammengefasst:
- Institut für Astronomie und Astrophysik

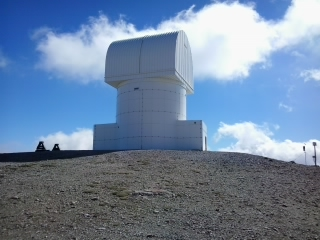
Gebäude des Aristarchos-Teleskops

- - Observatorium Chelmos (griechisch Αστεροσκοπείο Χελμού Asteroskopio Chelmou), beherbergt das 2,3-Meter-Spiegelteleskop Aristarchos, benannt nach Aristarchos von Samos. Es befindet sich 130 km westlich von Athen nahe der Stadt Kalavryta (37° 59′ 8″ N, 22° 11′ 54″ O) auf 2340 m Höhe.
  - Observatorium Kryoneri, auf dem Berg Kyllini (37° 58′ 19″ N, 22° 37′ 7″ O) in 930 m Höhe, beherbergt ein 1,2-Meter-Spiegelteleskop
- Institut für Umweltforschung und Nachhaltige Entwicklung
- Institut für Geodynamik
- Institut für Raumfahrtanwendungen und Fernerkundung